# Casa Torrabadella
La Casa Torrabadella, o Can Ramoneda, és un edifici del municipi de Granollers (Vallès Oriental) protegit com a bé cultural d'interès local. És una obra de Francesc Mariné i Martorell.

## Descripció
És un edifici amb una mitgera, dues façanes alineades al carrer i una tercera al jardí. Consta de planta baixa i pis i façanes de composició simètrica, molt ornamentada. L'element formal més significatiu és una tribuna a l'angle, de planta circular, limitada per vidrieres de forma poligonal i coberta piramidal.

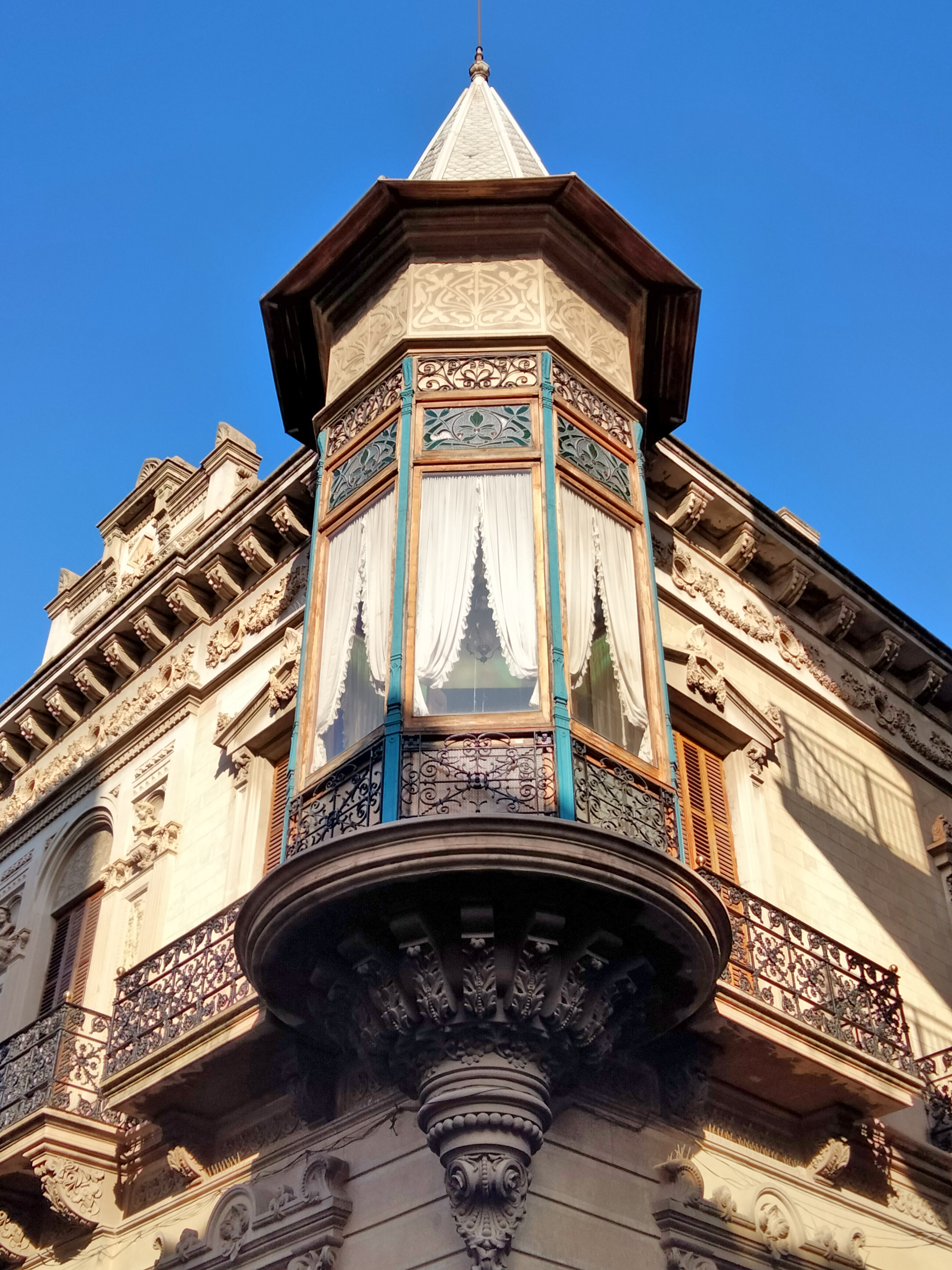
Tribuna a la cantonada dels carrers de Josep Anselm Clavé i Marià Maspons

Les façanes queden limitades per una cornisa amb permòdols i una balustrada. És de composició simètrica, amb tres eixos principals que emfatitzen el portal d'accés. Els elements formals i decoratius són representants de l'eclecticisme. Els forjats dels balcons, d'un decorativisme exuberant, són obra de Joan Bellavista "Guidons".
Forma part de la Ruta Modernista de Granollers.

## Història
L'activitat industrial del segle xix portà la indústria tèxtil a Granollers, que començà la seva creixença amb les manufactureres cotoneres i llurs indústries auxiliars, que van estendre la trama urbana fora del recinte emmurallat i prop de les vies de comunicació, tot iniciant l'allargament del nucli urbà, entre el Congost i el ferrocarril de França.
És així com la carretera de Barcelona a Ribes es converteix en l'eix de la ciutat, zona d'eixample al final dels darrers cent anys, amb la casa Torrabadella, la casa Paula Pinyol, la casa Trullàs, el Museu, etc.
La casa rep el nom del seu primer propietari, el farmacèutic Tomàs Torrabadella i Fortuny, autor de les primeres fotografies conegudes sobre Granollers. Durant la guerra civil, el comitè local la va ocupar i hi va instal·lar l'emissora de ràdio. Durant les primeres setmanes de la guerra, la casa va servir també com a dipòsit d'obres d'art procedents d'esglésies i cases particulars. Actualment l'edifici és conegut com a Can Ramoneda.